# The Wallop
Pour plus de détails, voir Fiche technique et Distribution.
The Wallop est un film muet américain de John Ford, sorti en 1921.

## Fiche technique
- Titre original : The Wallop
- Réalisation : John Ford
- Scénario : George C. Hull, d'après la nouvelle The Girl He Left Behind Him d'Eugene Manlove Rhodes
- Photographie : Harry M. Fowler
- Production : John Ford
- Société de production : The Universal Film Manufacturing Company
- Société de distribution : The Universal Film Manufacturing Company
- Pays d'origine :  États-Unis
- Langue originale : anglais
- Format : noir et blanc — 35 mm — 1,33:1 — Muet
- Genre : western
- Durée : 50 minutes ? (5 bobines)
- Dates de sortie :
  - États-Unis : 9 mai 1921
- Licence : domaine public

## Distribution
- Harry Carey : John Wesley Pringle
- JJoe Harris : Barela
- Charles Le Moyne : Matt Lisner
- J. Farrell MacDonald : Neuces River
- Mignonne Golden : Stella Vorhis
- Bill Gettinger : Christopher Foy
- Noble Johnson : Espinol
- C.E. Anderson : Applegate
- Mark Fenton : le major Vorhis

## Autour du film
Ce film est considéré comme perdu, selon Silent Era.